# اسیدوز
اسیدوز (به انگلیسی: Acidosis) به معنی کاهش سطح بی کربنات مایع خارج سلولی و قرار گرفتن pH خون در محدوده اسیدی (پایینتر از ۷/۳۵) می‌باشد. معمولاً فرایندهای متابولیک بدن و کاتابولیسم گلوکز منجر به تولید اسید می‌شود. pH خون و مایع خارج سلولی به وسیله ریه (تنفس) و کلیه تنظیم می‌شود. به صورت کلاسیک اگر مشکل از کلیه باشد ما اسیدوز متابولیک و اگر مشکل از ریه باشد ما اسیدوز تنفسی داریم. البته می‌توان اسیدوز را به کاهش pH بافت‌ها تعریف کرد و به کاهش pH خون اسیدمی نام نهاد.
لازم است ذکر شود، هرموقع اسیدمیا به سطح سلول‌ها و بافت‌ها هم برسد اسیدوز است.

## انواع اسیدوز
دو نوع اسیدوز تنفسی و متابولیک داریم. به صورت کلاسیک اگر مشکل از کلیه باشد ما اسیدوز متابولیک و اگر مشکل از ریه باشد ما اسیدوز تنفسی داریم.
علل اسیدوز تنفسی هیپوونتیلاسیون (تنفس کم و سطحی) مثلاً در COPD و انسداد مجاری تنفسی است که موجب تجمع اسید کربنیک در خون می‌شود.
منظور از عبارت متابولیک تمام انواع دیگر اسیدوز به غیر از اسیدوزهای ایجاد شده توسط افزایش CO۲ در مایعات بدن است. اسیدوز متابولیک می‌تواند از این علل ناشی شود: ناتوانی کلیه‌ها برای دفع اسیدهای متابولیک که به‌طور طبیعی در بدن تشکیل می‌شوند، تشکیل مقادیر بیش از حد اسیدهای متابولیک در بدن، اضافه شدن اسیدهای متابولیک به بدن توسط خوردن یا تزریق اسیدها و از دست رفتن قلیا از مایعات بدن.
علل اسیدوز متابولیک نارسایی مزمن کلیه، بیماری اسیدوز توبولی کلیوی (RTA)، اسهال، استفراغ، سپسیس، مصرف برخی داروها و... است. در بیماران دیابتی نیز در شرایط افزایش قند خون ما کتواسیدوز (DKA) داریم.

## علائم و درمان
اثر عمده اسیدوز تضعیف سیستم عصبی مرکزی است. اسیدوز باعث می‌شود که شخص در ابتدا حواس خود را از دست داده و بعداً دچار اغماء می‌شود. درمان تصحیح اسیدوز و از بین بردن عامل ایجادکننده می‌باشد.
سرم رینگرلاکتات می‌تواند در زمان ایجاد اسیدوز مفید باشد.